# 행정행위의 취소
행정행위의 취소는 직권취소 즉 일단 유효하게 성립한 행정행위에 대하여 그 성립에 흠이 있음을 이유로 행정청이 그 효력을 소멸시키는 독립한 행정행위를 뜻한다.

## 구분

### 직권취소와 쟁송취소
행정행위의 취소권을 발동하게 된 직접적인 동기에 따른 구분이 다.
- 원칙: 직권취소의 경우에는 취소에 의하여 달성하러고 하는 "공익상의 필요"와 "상대방의 기득권존중, 신뢰보호 및 법률상의 안정성 등의 요청을 비교형량하여, 행정행위를 취소함으로써 얻는 가치가 취소하지 않음으로써 얻는 가치보다 큰 경우에 한하여 취소한다.

##### 직권취소가 제한되는 경우
- 수익적 행정행위
- 행정행위를 취소함으로 인하여 공공복리를 해치게 되는 경우
- 준사법적 행정행위
- 사인의 법률적 행위의 효력을 완성시켜 주는 행정행위
- 실권의 경우
- 포괄적 신분관계의 설정행위(귀화허가, 공무원의 임명)
- 하자의 치유, 전환이 인정되는 경우

##### 직권취소가 허용되는 경우
- 행정행위의 하자가 수익자의 주관적, 객관적 책임에 기인한 경우
- 중대한 공익상의 필요가 있는 경우